# Mystic Warrior
A  Mystic Warrior  Lee "Scratch" Perry és Mad Professor közös reggae/dub albuma.

## Számok
1. Those Crazy Baldheads 4:19
2. Pirates (Black Plastic) 4:46
3. Kung Fu Fighting 5:24
4. 25 Years Ago 3:43
5. Mystic Warrior 3:17
6. Feel the Spirit 3:25
7. Good Luck Perry 3:35
8. Jazzy Lady 6:46
9. Dub Them Crazy 4:22
10. Broken Antennae 4:34
11. Black Art 5:17
12. Dub the Past 3:41
13. Mystic Warrior Dub 3:11
14. Dub Reggae Soca 3:19
15. Dub It Scratchy Dub It 3:27
16. Jazzy Dub 6:43